# 谭婷
谭婷（1992年11月—），中國第一位通过国家统一法律职业资格考试的聋人以及聋人律师。她定期在短视频平台推出普法短视频和直播讲解。

## 生平
她出生在四川省凉山彝族自治州。8岁時因为在治疗中耳炎时针灸使用不当丧失听力。13岁时，譚婷前往西昌一所特殊教育学校学習文法手语。后来谭婷转学到乐山的一所特殊教育学校。2013年，她通过高考进入重庆师范大学特殊教育专业。2017年，谭婷大学毕业。之後她师从手语律师唐帅，並在唐帅所在的重庆华代律师事务所工作。2020年，谭婷通过国家统一法律职业资格考试，成為中國一位通过这项考试的聋人。2021年1月，谭婷所在的律所与西南政法大学合作开班，同時教授學生法律和手语，谭婷出任外聘教师。